# Cryptanthus caulescens
Cryptanthus caulescens là một loài thực vật có hoa trong họ Bromeliaceae. Loài này được I.Ramírez mô tả khoa học đầu tiên năm 1998.